# Аношкин, Николай Евгеньевич
Николай Евгеньевич Аношкин (род. 19 декабря 1954, Москва) — советский и российский музыкант, трубач, музыкальный педагог. Заслуженный работник культуры Российской Федерации (2004).

## Биография
Родился 19 декабря 1954 года в Москве.
Окончил музыкальное училище имени М. М. Ипполитова-Иванова (1979) и Государственный музыкально-педагогический институт имени Гнесиных (класс профессора В. М. Прокопова, 1984).
Артист Национального академического оркестра народных инструментов России имени Н. П. Осипова (1975—2016).

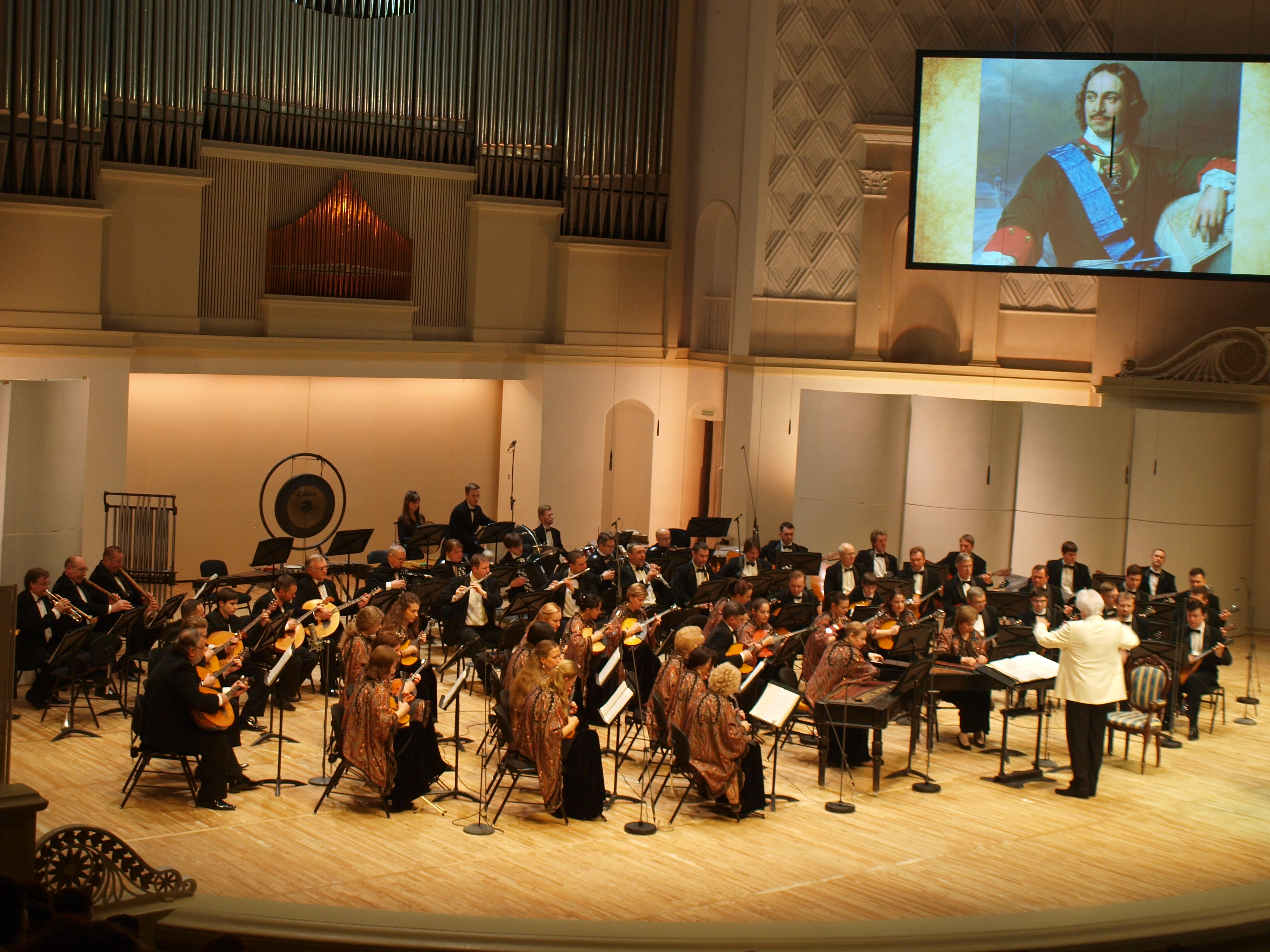
Национальный академический оркестр народных инструментов России имени Н. П. Осипова. Концертный зал имени П. И. Чайковского. 2.02.2019.
Аношкин Н. Е. — крайний слева.

Преподаватель Музыкальной школы имени Гнесиных (с 1994).
Почётное звание — заслуженный работник культуры Российской Федерации (2004).